# LAN party

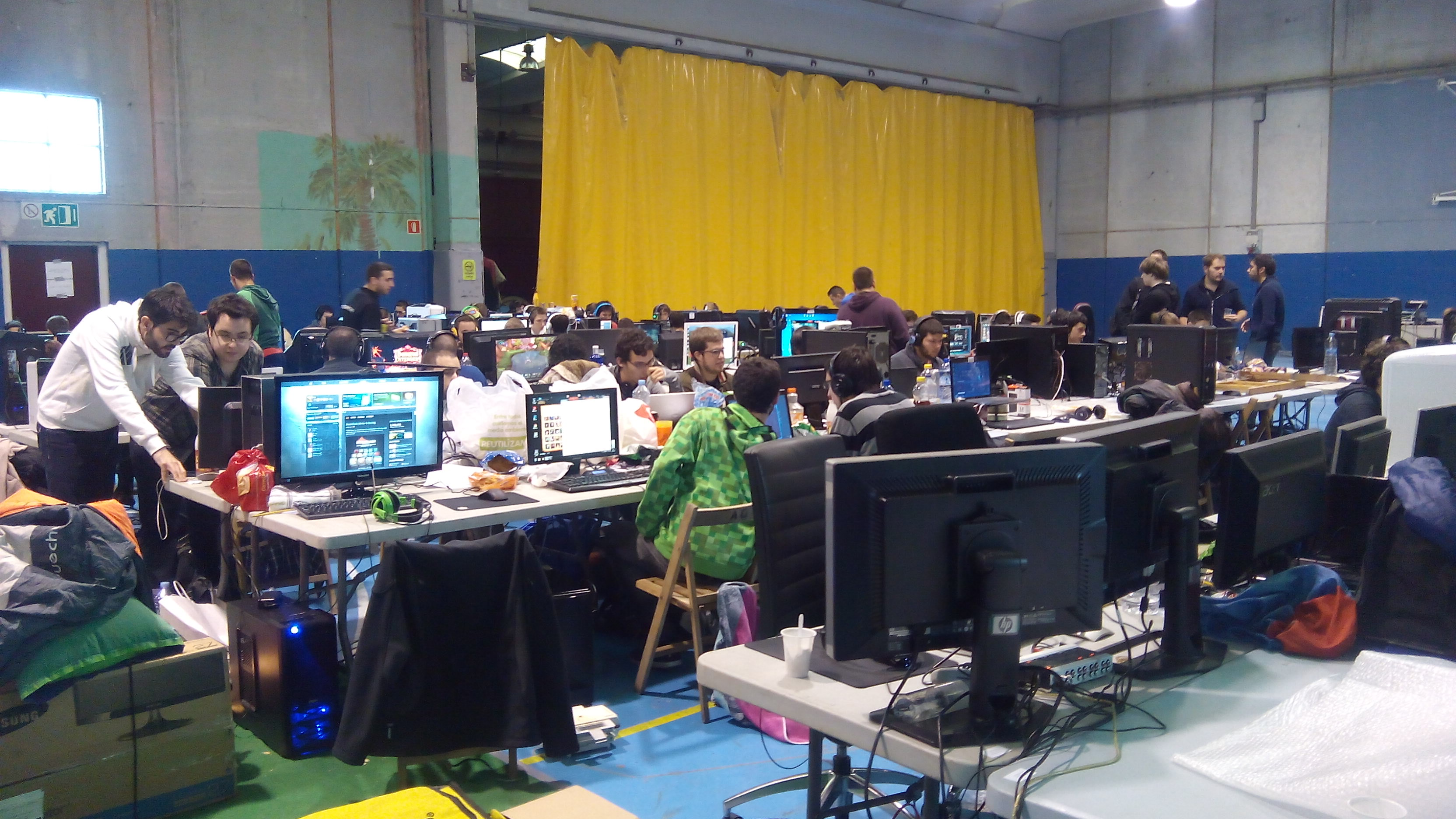
Uma LAN party.

Uma LAN party é um evento para juntar pessoas com os seus computadores, ao qual os ligam numa rede de área local (LAN), geralmente com o objetivo de se jogar jogos de computador multiplayer. Tendo a sua origem no norte da Europa, onde são frequentes, e a sua tradição remonta há mais de 10 anos.
As LAN's podem ter vários tamanhos, das mais pequenas (2 pessoas) às maiores (mais de 5000 pessoas). As menores podem ser montadas espontaneamente, mas as maiores requerem muito tempo de preparação e planejamento por parte da equipe organizadora.
A maioria das parties possuem vários torneios, competições em muitos jogos como Quake III, Warcraft III, Counter Strike, tal como outras ligas de competições nacionais e internacionais, como a WWCL. Existem eventos regulares como a Quakecon, em que os melhores jogadores do mundo competem entre si.
As maiores LAN's geralmente oferecem locais para dormir (sejam tendas outro tipo de alojamento), chuveiros, alimentação, shows de bandas, DJ's e entertenimentos alternativos (tais como filmes e música) e uma equipe de suporte dedicada, tal como uma rede profissional incluindo ligação à internet.
Das maiores LAN parties, já apenas algumas nos EUA se dedicam apenas a jogos. Na Europa é comum se dedicarem a outras aréas relacionadas com tecnologia:
- Jogos
- Linux
- Segurança informática
- Multimédia e imagem
- Robótica

Muitos clãs (clans) de jogos, aproveitam este tipo de eventos para ganhar maior prestigio, tal como dinheiro. Várias LAN's têm prémios em dinheiro para os melhores clãs em alguns tipos de jogos, prémios que podem chegar até aos 10000 dólares.

## LAN´s no Brasil
Desde 2008 o Brasil hospeda todos os anos no verão a Campus Party Brasil (CPBR), uma das mais conhecidas LAN Party's do mundo e a maior do Brasil (o evento originou-se na Espanha).
Em 2012 foi realizada a primeira CPBR de inverno, em Recife.

## Gêneros de LAN parties
Existem também outros gêneros de parties onde LANs temporárias são montadas, mas que não são, geralmente, apenas designadas como "LAN party"; entre essas existem as demo parties, tais como a Assembly, convenções de hackers, tais como a DEF CON e outros tipos de eventos.